# Station Vendôme - Villiers-sur-Loir TGV
Station Vendôme — Villiers-sur-Loir TGV is een spoorwegstation in op de grens van de Franse gemeenten Vendôme en Villiers-sur-Loir.